# Penthosiosoma picitipenne
Penthosiosoma picitipenne là một loài ruồi trong họ Tachinidae.